# 圣日耳曼莱贝勒
圣日耳曼莱贝勒（法語：Saint-Germain-les-Belles，法語發音：[sɛ̃ ʒɛʁmɛ̃ le bɛl]）是法国新阿基坦大区上维埃纳省的一个市镇，属于利摩日区。

## 地理
圣日耳曼莱贝勒（45°36'54"N, 1°29'41"E）面积37.28 平方千米，位于法国新阿基坦大区上维埃纳省，该省份为法国中西部省份，北起顺时针与安德尔省、克勒兹省、科雷兹省、多爾多涅省、夏朗德省和维埃纳省接壤。
与圣日耳曼莱贝勒接壤的市镇（或旧市镇、城区）包括：伯奈、格朗日、马尼亚克堡、默扎克、拉波尔舍里、布里扬斯河畔圣维特、布勒伊河畔维克。

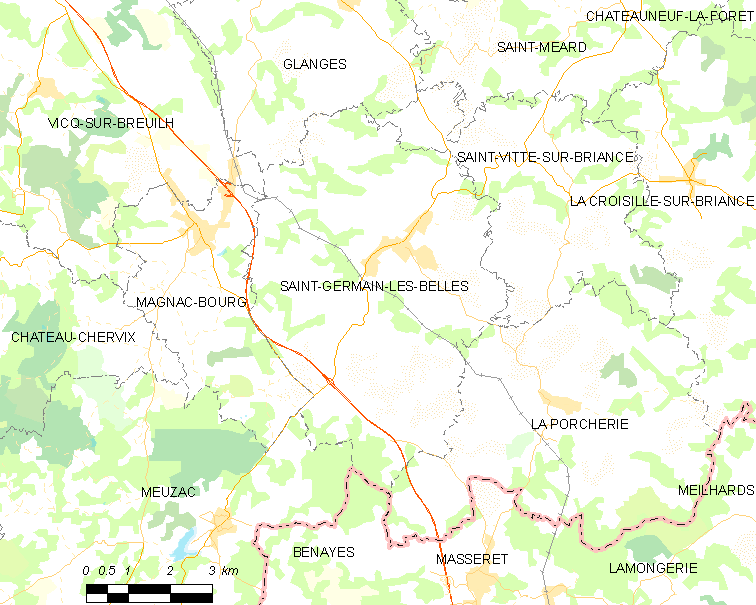
圣日耳曼莱贝勒的OSM定位图

圣日耳曼莱贝勒的时区为UTC+01:00、UTC+02:00（夏令时）。

## 行政
圣日耳曼莱贝勒的邮政编码为87380，INSEE市镇编码为87146。

## 政治
圣日耳曼莱贝勒所属的省级选区为埃穆捷县。

## 人口

1962-2008年间圣日耳曼莱贝勒人口变化图示

圣日耳曼莱贝勒于2022年1月1日时的人口数量为1148人。